# Aymeric Chauprade
Aymeric Chauprade, né le 13 janvier 1969 à La Ferté-Bernard (Sarthe), est un géopolitologue et homme politique français.
Après avoir conseillé Marine Le Pen dès 2010 et adhéré au Front national (FN) en 2013, il est tête de liste FN et élu député européen dans la circonscription Île-de-France (incluant les Français de l'étranger) lors des élections européennes de 2014.
Il quitte le FN en 2015 et annonce l'année suivante la fondation de son propre mouvement, Les Français libres, qui connait une existence éphémère. De 2018 à 2019, il est vice-président du groupe Europe de la liberté et de la démocratie directe au Parlement européen. Il ne brigue pas un nouveau mandat de député européen lors des élections de 2019.
Il est connu pour ses positions en faveur de la Russie et du gouvernement de Vladimir Poutine et ses positions régulièrement controversées.

## Biographie

### Jeunesse et études
Aymeric Paul Henri Chauprade naît d'un père aquitain et d'une mère bretonne le 13 janvier 1969 à La Ferté-Bernard, dans la Sarthe. Il passe de nombreuses années dans le village seine-et-marnais de Thomery, voisin de Fontainebleau.
Après avoir suivi une classe préparatoire en mathématiques au lycée Louis-le-Grand à Paris, il obtient une licence de mathématiques en 1991 à l'université Paris-Diderot[réf. nécessaire]. En 1993, il est diplômé en sciences politiques de l'Institut d'études politiques de Paris. En 1996, il obtient un diplôme d'études approfondies de droit international à l'université Paris-Descartes.
Il est docteur en sciences politiques pour une thèse défendue à l'université Paris-Descartes en 2001 intitulée « La géopolitique : genèse d'une science politique, déterminants et modèles explicatifs ». Elle a été dirigée par Edmond Jouve.
Il est également capitaine de frégate de réserve dans la Marine nationale depuis 2007.
Marié, il a quatre enfants,,,. Il vit à Vienne, et vient régulièrement à Paris.

### Parcours d'enseignant
Aymeric Chauprade enseigne à l'École de guerre (à l'époque, Collège interarmées de Défense) entre 1999 et 2009. Il est nommé directeur du cours de géopolitique en 2002, poste qu'il occupe jusqu'en 2009.
De 2003 à 2009, il est chargé de cours à l'université de Neuchâtel, où il donne le cours d'histoire des idées politiques. Il est aussi, entre 2006 et 2009, professeur en géopolitique au Collège royal de l'enseignement militaire supérieur du royaume du Maroc ainsi qu'à l’École supérieure de guerre de Tunis entre 2006 et 2008.
Aymeric Chauprade intervient régulièrement à l’étranger aussi en tant qu'enseignant et conférencier dans de nombreuses autres écoles de guerre et universités[réf. souhaitée]. En février 2013, Aymeric Chauprade co-organise avec Jacques Frémeaux et Philippe Evanno, un colloque à l'Université Paris-Sorbonne intitulé « Menaces en Afrique du Nord et au Sahel et sécurité globale de l'Europe », dont les actes ont été publiés en avril 2013 aux éditions Ellipses.

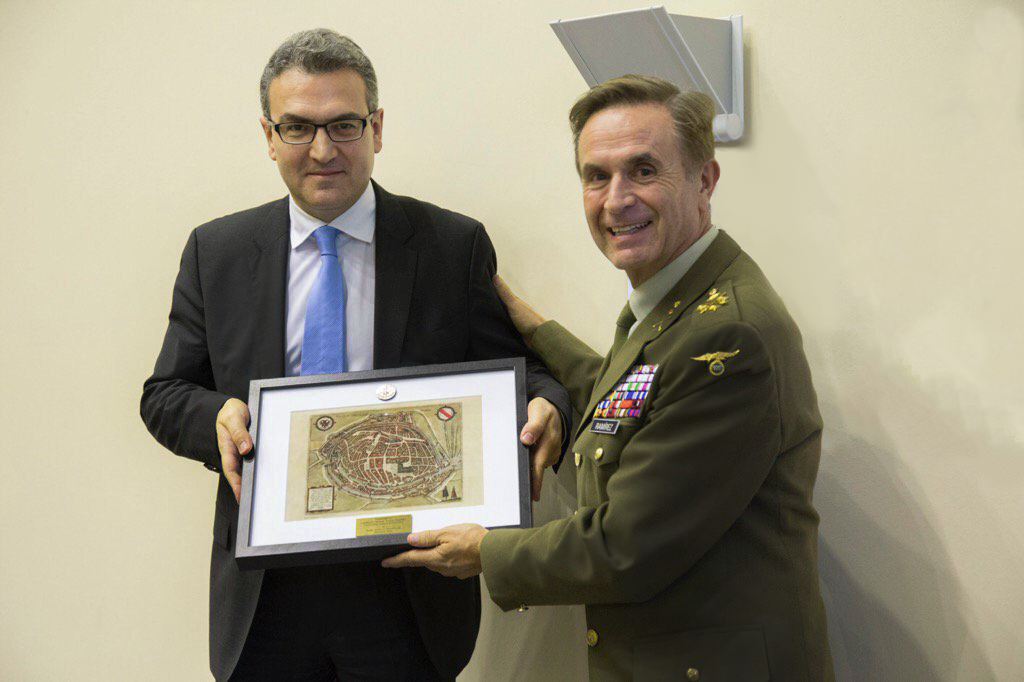
Aymeric Chauprade et le général Ramirez en 2016.

En 2001, il fonde la Revue française de géopolitique (annuelle, Ellipses) dont il est le directeur. Il dirige aussi plusieurs collections aux éditions Ellipses (Grands enjeux, Taupe-Niveau, Référence géopolitique…). Il a collaboré à la revue à compte d'auteur L'Afrique réelle de l'africaniste Bernard Lugan et à La Nouvelle Revue d'histoire jusqu'à sa disparition en 2017.

### Parcours politique

#### Premiers engagements et adhésion au Front national
Lors des élections européennes de 2004, Aymeric Chauprade soutient la liste conduite par Philippe de Villiers,, dont il est un ami.
Il est proche de l'Action française (AF), auprès de laquelle il intervient comme expert en géopolitique et comme membre de l'institut d'Action française. Il figure en 2012 dans le comité d'honneur du cortège traditionnel célébrant Jeanne d'Arc. Selon les responsables de l'AF, Aymeric Chauprade a même été « membre du comité directeur du mouvement en 2006 et 2007 ». Il considère le livre Kiel et Tanger de Charles Maurras comme « l’un des ouvrages les plus importants de la pensée géopolitique française ».
Il devient, selon Marine Turchi de Mediapart, l'« éminence grise » de Marine Le Pen à partir de 2010. Cette dernière le présente comme l'auteur du volet « politique étrangère » de son programme présidentiel de 2012. Il adhère au Front national à l'automne 2013.
Le 14 septembre 2013, il participe à l'université d'été du Front national avec une conférence intitulée « La France face aux défis géopolitiques mondiaux », dans laquelle il rend un hommage appuyé à Jean-Marie Le Pen[réf. nécessaire]. En novembre 2013, l'hebdomadaire Le Point révèle qu'Aymeric Chauprade sera tête de liste aux élections européennes de 2014 et conseiller de Marine Le Pen pour les questions internationales. Ces fonctions sont officialisées par Marine Le Pen le 22 janvier 2014.
Dans un entretien accordé à L'Homme nouveau le 27 novembre 2013, il explique que, selon lui, la « bipolarité idéologique » qui sépare le monde actuel n’est plus celle opposant le libéralisme au communisme, qui sont « deux matérialismes », mais celle opposant « matérialisme et traditionalisme », c’est-à-dire « d’un côté ceux qui croient que l’individu est la valeur suprême, de l’autre côté ceux qui pensent que la transcendance ou le bien commun sont supérieurs à la personne ». Dans ce cadre, il déclare que son « engagement se situe clairement dans le deuxième camp », et qu’il entend « participer à un projet qui non seulement soulève le problème de l’identité en France, mais soulève aussi le problème du matérialisme et réhabilite la transcendance en politique ».
Le 25 mai 2014, la liste du Front national pour la circonscription Île-de-France et Français de l'étranger, conduite par Aymeric Chauprade, arrive en deuxième position, avec 17 % des suffrages, trois points devant celle du Parti socialiste. Aymeric Chauprade est élu député européen. Il déclare au micro de France 3 : « Ma mission est remplie : j'ai contribué à consolider, par ce score exceptionnel en Île-de-France, le score historique de Marine Le Pen dans toute la France »,.
Lors de la première session du Parlement, Aymeric Chauprade est désigné chef de délégation FN au Parlement européen. Il est par ailleurs chargé des négociations visant à constituer un groupe politique européen au Parlement. Il est déchu de ses fonctions de chef de délégation et remplacé par Édouard Ferrand en janvier 2015, après plusieurs déclarations désapprouvées par Marine Le Pen, malgré le soutien de Marion Maréchal et de Jean-Marie Le Pen.
Le 11 août 2014, Aymeric Chauprade publie un communiqué officiel, dans lequel il se prononce, au nom du Front national, pour des bombardements sur les djihadistes de l'État islamique, aussi bien en Irak qu'en Syrie, en coordination avec les dirigeants de ces pays, notamment Bachar el-Assad en Syrie. En parallèle, il développe sa vision géopolitique pour la France dans un plus long texte publié sur son blogue, intitulé : « La France face à la question islamique : les choix crédibles pour un avenir français ».
Il décline dans ce texte une vision centrée sur l'identité ethno-culturelle de la France — « nation de souche européenne et de culture chrétienne », « menacée par le remplacement de sa population historique par une population en majorité africaine et musulmane » —, en opposition au « fondamentalisme islamique sunnite », seul « véritable ennemi de la France ». En conséquence, il considère que, de ce point de vue, « les Européens de l'Ouest se trouvent dans le même bain que les Israéliens », car la « cause palestinienne », autrefois « cause nationaliste », est devenue « une cause islamique »,.
Ce texte est largement commenté dans les milieux d'extrême droite. La mouvance soralienne, à laquelle Aymeric Chauprade reproche en substance de faire passer son antisionisme, voire son antisémitisme, avant son patriotisme, y répond de manière très critique — Aymeric Chauprade avait pourtant obtenu jusqu'ici le soutien d'Égalité et Réconciliation et publié des tribunes sur son site internet. Cette querelle entraîne l'annonce par Alain Soral de la création de son propre parti politique avec Dieudonné, afin de « se dissocier totalement du Front national ».
Frédéric Chatillon, Axel Loustau et Julien Rochedy attaquent la prise de position d'Aymeric Chauprade. Le Bloc identitaire, par contre, salue un texte dans lequel il se retrouve. Si cette tribune personnelle ne décrit pas officiellement la ligne géopolitique du Front national lors de sa publication, Jean-Yves Camus considère qu'« avec ce texte d'orientation quasi-générale, [Aymeric Chauprade] prend en tous les cas date pour le prochain congrès de novembre » du Front National. Le journal Libération estime, pour sa part, que la « doctrine Chauprade […] est sans doute, tout simplement, celle du Front national ». Néanmoins, Marine Le Pen s'en désolidarise rapidement, estimant que ce manifeste relève de la théorie « du choc des civilisations » à laquelle elle indique avoir « toujours été opposée ».
Il publie en septembre 2014 une tribune où il se dit favorable à l'« inversion des flux migratoires ». Dans la lignée de son manifeste mais à l'encontre de la ligne de son parti, il indique ensuite, en novembre 2014, qu'il ne soutient pas, « à titre personnel », le projet de résolution pour la reconnaissance de la Palestine déposé à l'Assemblée nationale par Benoît Hamon et Élisabeth Guigou, déclarant : « Un État palestinien est légitime, avec un territoire viable, un retour aux frontières de 1967, mais pour reconnaître un État, il faut reconnaître un véritable État, qui contrôle un territoire. Je pense qu'il faut d'abord arriver pour Mahmoud Abbas à reprendre l'autorité sur l'ensemble du territoire ».
En janvier 2015, Marine Le Pen annonce lors d'une interview sur France Inter qu'il ne sera plus son conseiller aux questions internationales, ce qui est présenté comme un désaveu, en raison de sa dénonciation dans une vidéo d'une « cinquième colonne » islamiste en France. Aymeric Chauprade demeure cependant influent auprès de la présidente du FN, dont il organise la visite en Égypte, au mois de mai 2015.
Les médias indiquent qu'il a participé, en octobre 2015, à l’exfiltration de Pascal Fauret et de Bruno Odos de République dominicaine (affaire dite « Air Cocaïne »). Marine Le Pen « désapprouve qu'il prenne une initiative personnelle qui engage, au moins dans l'image que ça donne, le FN ».

#### Départ du Front national
Le 9 novembre 2015, il annonce son départ du FN, évoquant à la fois « une raison morale et une raison de fond, idéologique ». Comme d'autres membres du FN, il déplore en particulier l'influence de Florian Philippot sur Marine Le Pen et sur la ligne politique du parti. Il indique également que « l'influence d’Alain Soral sur une partie du Front national a été l’une des raisons de fond qui [l]’ont poussé à quitter ce mouvement ». Il appelle à la recomposition de la « droite nationale et civilisationnelle » et se prononce pour une candidature de Philippe de Villiers à l'élection présidentielle de 2017.
De son côté, Marine Le Pen affirme que « surtout après l'affaire Air Cocaïne, nos désaccords avec A. Chauprade étaient devenus trop importants et son maintien au FN impossible » : Le Huffington Post considère ainsi ce départ comme « le baroud d'honneur d'un homme marginalisé qui part en claquant la porte avant qu'elle ne se referme sur lui », mais aussi comme un signe de « la révolte de l'aile libéralo-identitaire du FN ». Il relève notamment que Marion Maréchal a quant à elle salué l'exfiltration des deux pilotes de l'affaire Air Cocaïne et qu'Aymeric Chauprade lui réaffirme son soutien.
Au Parlement européen, il quitte le groupe Europe des nations et des libertés (ENL), qu'il avait intégré après sa fondation, en juin 2015, pour retourner siéger sur les bancs des non-inscrits.
Le 13 janvier 2016, il annonce la création de son propre parti, Les Français libres (LFL), dans l'optique d'un rassemblement de la « droite crédible et assumée », en refusant d'avoir à choisir, lors du second tour de l'élection présidentielle de 2017, « entre un socialisme mondialisé et un socialisme nationaliste ». Si le texte de lancement de son parti est très majoritairement consacré à « la désislamisation de la France » au sens du « reflux de la loi islamique », il précise que son parti « ne se positionnera pas uniquement sur ce terrain ». Lors de l'annonce de la création des Français libres, Aymeric Chauprade se dit prêt à « aider un candidat à la présidentielle, qui sera probablement celui des Républicains, mais qui pourrait aussi être Philippe de Villiers s'il revient en politique », et attribue à Charles Beigbeder « le profil idéal d'un refondateur de la droite ».
Olivier Faye, journaliste au Monde, indique en avril 2016 que « l'association n'a toujours pas été déclarée au Journal officiel ». Quelques jours après, la déclaration est officialisée. LFL s'auto-dissout en juin de l'année suivante.
En avril 2016, Aymeric Chauprade se dit « de plus en plus proche » des Républicains et « souhaite pouvoir jouer un rôle dans un éventuel dispositif de droite de gouvernement ». Olivier Faye souligne ainsi qu'il « veut aujourd'hui afficher un visage plus modéré pour rassurer ses potentiels alliés », notamment en tenant des propos plus modérés sur l'immigration et en se présentant comme « l'arme anti-FN pour la droite ». Lors de la primaire présidentielle des Républicains de 2016, il vote pour Nicolas Sarkozy au premier tour, puis pour François Fillon au second tour. Lors de l'élection présidentielle de 2017, il apporte son soutien à François Fillon au premier tour puis il annonce qu'à titre personnel, il votera pour Emmanuel Macron au deuxième tour.
Au Parlement européen, il tente de rejoindre la délégation française du groupe du Parti populaire européen. Selon Valeurs actuelles, il bénéficie du soutien de Michèle Alliot-Marie, Nadine Morano et Brice Hortefeux, mais des députés juppéistes, comme Françoise Grossetête et Alain Lamassoure s'y opposent.
Le 16 mars 2017, dans un documentaire diffusé par Envoyé spécial, il s'exprime pour la première fois sur les « hommes de l'ombre » qui entourent la présidente du FN. Selon lui, « Marine Le Pen n'est pas libre, elle est tenue par ces gens (Frédéric Chatillon, Axel Loustau et Philippe Péninque). Si elle arrive au pouvoir, ces gens seront le pouvoir. Il n'y a aucune raison que ce groupe disparaisse. C'est le groupe qui aura amené Marine Le Pen au pouvoir. C'est l'économie du Front national. Ce sont les secrets de Marine Le Pen ».
Lors de la venue d'Emmanuel Macron au Parlement européen le 17 avril 2018, Aymeric Chauprade salue son courage à engager des réformes mais appelle le président de la République à « ajouter à [son] combat pour la modernisation économique de la France, le combat essentiel pour l'avenir de la civilisation européenne ».
Le 18 avril 2018, il rejoint le groupe Europe de la liberté et de la démocratie directe (EFDD), dont il prend la vice-présidence,,.

### Parcours professionnel
Aymeric Chauprade travaille aussi comme analyste-consultant pour de nombreux organismes nationaux, ainsi que des acteurs du secteur privé.
De 2009 à 2012, il est conseiller du président dominicain Leonel Fernández.
Il anime de 2010 à 2016 le site internet Realpolitik.tv,.
Il entretient des relations fortes avec le Maroc, où il enseigne, et voyage très régulièrement au Levant, en Europe centrale, en Asie centrale, en Russie et en Chine.

## Prises de positions

### Paradigme
Aymeric Chauprade se réclame du courant réaliste. Il prône avant tout un retour à la realpolitik. Les écrits d'Aymeric Chauprade s'inscrivent dans la continuité des travaux de François Thual. Il est un admirateur de la pensée politique de Jacques Bainville.
Selon Aymeric Chauprade, ce sont les pays ayant une stabilité interne qui conserveraient la politique étrangère la plus stable, malgré les changements de régime ou d’idéologie, au moins le cas à l’échelle régionale (révolution iranienne de 1979). À l’inverse, il note que des pays stables idéologiquement pourraient faire évoluer leur politique étrangère (Chine et Corée du Nord) au gré des évolutions du monde et de leurs intérêts vitaux, reléguant ainsi l’idéologie au second plan.
Pour Chauprade, plus que sur l'idéologie la géopolitique se baserait d’abord sur les réalités physiques et concrètes de la géographie, « le géopoliticien doit se faire l’analyste objectif de la réalité géopolitique ».
C'est pourquoi selon Aymeric Chauprade, le monde compterait une quinzaine de civilisations : anglo-saxonne, européenne, est-européenne orthodoxe, latino-américaine, arabo-musulmane, turco-musulmane, asiatique musulmane, irano-musulmane, indienne, chinoise, sud-est asiatique, japonaise, africaine, océanienne et le foyer judaïque.

### Islam
Dans son ouvrage, l'islam est dépeint comme une « religion de combat », dont les « crimes ne sont pas de simples débordements marginaux », mais s'expliqueraient par la « violence légitime contenue dans les textes de référence de l'islam ». Il en appelle à la réaffirmation des « racines chrétiennes de l'Europe », face à un « réveil violent de l’islam » : « L’affirmation islamique en terre d'islam comme à l’intérieur de l’Europe (immigration massive) pourrait néanmoins conduire de plus en plus d’Européens à considérer que l’enjeu identitaire est l’enjeu vital du XXIe siècle ».
Aymeric Chauprade reprend plus tard l'idée d’un « grand remplacement », de Renaud Camus.

### Guerre en Serbie
En 1999, Aymeric Chauprade signe la pétition « Les Européens veulent la paix » pour s'opposer à l'intervention militaire de l'OTAN en Serbie, initiée par le collectif Non à la guerre.

### Guerre en Ukraine et proximité avec la Russie
Aymeric Chauprade est connu pour son soutien à la Russie et au gouvernement de Vladimir Poutine et pour avoir été au cœur des réseaux russes du Front National,.
Le 16 mars 2014, il répond à l'invitation de l'Eurasian Observatory for Democracy and Elections (en) (EODE) dirigé par Luc Michel pour faire partie des observateurs du référendum pour la réunification de la Crimée à la Russie à Simferopol et Sébastopol,. Le 16 mars au soir, sur la place centrale de Simferopol, il commente le résultat en direct sur La Voix de la Russie.
Radio Free Europe/Radio Liberty indique en février 2019 qu'il a engagé comme étudiante stagiaire Elizaveta Peskova, qui est la fille de Dmitri Peskov, porte-parole de Vladimir Poutine. Certains députés européens s'en inquiètent, affirmant que la jeune femme pourrait ainsi, en raison des fonctions parlementaires de Chauprade, avoir accès à des documents sensibles. Toutefois, Marjory van den Broeke, porte-parole du Parlement européen, a confirmé que « les stagiaires des eurodéputés n'avaient pas accès à des documents confidentiels ». L'intéressé nie avoir un quelconque conflit d'intérêts dans cette affaire.
En février 2022, Aymeric Chauprade défend lors d'un entretien pour le média d'extrême droite Livre noir l'idée d'une Grande Russie ayant annexé l'Ukraine et la Biélorussie et justifie l'invasion de l'Ukraine par la Russie. Il suscite des controverses en raison de ses positions favorables à la Russie, en particulier à partir de l'invasion de l'Ukraine en 2022.

## Réception de ses travaux
Pierre-Emmanuel Barral dans Les grands théoriciens des relations internationales, 100 auteurs majeurs, considère que « la géopolitique chaupradienne est nuancée et complexe et s’articule autour du triptyque ethnie/nation/civilisation, ces trois éléments développant entre eux des relations dialectiques ». Le travail de géopolitologue d'Aymeric Chauprade est présenté par Jean-Marc Huissoud dans le Dictionnaire de géopolitique et de géoéconomie (sous la direction de Pascal Gauchon, PUF, 2011), comme le « refondateur de la géopolitique française » et « l’un des fondateurs de la nouvelle géopolitique française, pluridisciplinaire, attentive à décrire le « continu et le discontinu » dans l’analyse des questions internationales ». Sa conception de la géopolitique est nuancée par les propos d'André Brigot. Ainsi le Dictionnaire de géopolitique reprendrait-il « parfois sans garde-fous dans des ouvrages de vulgarisation les notions les plus controversées de la géopolitique, notamment dans sa dimension culturelle », position qui pourrait contribuer ainsi « à enraciner la géopolitique dans une pensée des purs rapports de force, de supériorités ethniques et de domination ».
De même, selon Stéphane François et Olivier Schmitt, le titre du site Realpolitik.rv, qui renvoie à la realpolitik, « suggère une analyse prétendument dépassionnée et objective des intérêts « réels » de la France », et témoigne du fait que « plusieurs « géopoliticiens » d’extrême droite tentent ainsi de faire passer pour des nécessités objectives des préférences de politique étrangère inspirées par leur idéologie, la faiblesse épistémologique de la « géopolitique » permettant facilement ce transfert de la dimension analytique à la dimension prescriptive, tout en permettant de se draper dans la posture flatteuse du rebelle intellectuel qui refuse les oukases imposés par l’Université à une discipline qui dérangerait les conformismes bien-pensants ». D'autres universitaires, comme le géographe Frédéric Lasserre, soulignent les limites des travaux dans lesquels Chauprade s'inscrit.

## Controverses

### Procès
Après la publication d'une vidéo évoquant une « cinquième colonne » islamiste en France, Aymeric Chauprade comparaît au tribunal pour provocation à la haine envers les musulmans ; il est relaxé le 16 janvier 2016[réf. nécessaire].

### Pandora Papers
Son nom est cité dans les Pandora Papers en octobre 2021, comme propriétaire de deux sociétés offshore. Il nie être le propriétaire de deux sociétés offshore aux transactions occultes, cependant le cabinet d'avocat suisse SFM confirme avoir contrôlé le passeport valide d'Aymeric Chauprade. Il s'en défend, arguant que son identité a été usurpée.

### Propos sur le 11 septembre et conflit avec le ministre Hervé Morin
En 2008, Aymeric Chauprade publie Chronique du choc des civilisations, ouvrage qui donne lieu à une controverse. Qualifié de « révisionniste », le livre explique notamment que les attentats du 11 septembre 2001 auraient été planifiées par les États-Unis eux-mêmes et résulteraient d'« une démolition contrôlée par des explosifs ». Il pointe un « complot israélo-américain », selon le ministre de la Défense Hervé Morin. Aymeric Chauprade est accusé par le journaliste Jean Guisnel de complaisance envers les théories conspirationnistes sur les attentats du 11 septembre. Cela lui vaut d'être, début février 2009, privé de sa chaire au Collège interarmées de défense, sur une décision expresse de son ministre de tutelle Hervé Morin. Aymeric Chauprade porte alors plainte contre Hervé Morin et contre le journal Le Point. Il reçoit le soutien d'élèves du CID, de l'universitaire Edmond Jouve, tandis que le directeur du Collège interarmées de Défense, le général Vincent Desportes, tout en exprimant ses réserves sur les écrits en question, admet qu'« il n'a jamais fait de prosélytisme dans ces cours, n'a jamais exprimé sa vision du monde ». Un site de soutien au géopolitologue est également mis en place.
Le 24 mars 2009, le tribunal administratif de Paris donne raison à Aymeric Chauprade et suspend la décision d'Hervé Morin, estimant que le ministre avait porté atteinte à une « liberté fondamentale », celle des droits de la défense,. Le 1er juin 2011, le tribunal administratif de Paris confirme l'annulation de la décision prise par le ministre en soulignant qu'elle résultait « d'une procédure irrégulière », selon les termes du jugement mais refuse en revanche sa réintégration comme enseignant vacataire à l'École de guerre, au Centre d'études stratégiques aérospatiales (CESA) et à l'École militaire de spécialisation de l'outre-mer et de l'étranger (Emsome), ces décisions ayant été prises par les directeurs des établissements concernés. Il dédie son ouvrage Géopolitique, constantes et changements dans l'histoire aux élèves stagiaires du Collège interarmées de Défense.
Au début des années 2010, Aymeric Chauprade affirme dans une vidéo que les attentats du 11 Septembre auraient été provoqués par « l’État profond » américain : Marianne voit dans l'usage de cette expression l'influence de l'auteur conspirationniste Peter Dale Scott.

### Affaire Air Cocaïne
Aymeric Chauprade confirme son intervention dans l'affaire Air Cocaïne en novembre 2015, déclarant que « son équipe » a permis l'évasion des deux pilotes. Le 22 novembre 2015, un mandat d'arrêt dominicain est lancé par les autorités judiciaires de République dominicaine contre lui ainsi que contre Christophe Naudin et Pierre Malinowski pour leur participation présumée à l'évasion des deux pilotes français condamnés dans l'affaire.

#### Contexte
En mars 2013 sont saisis à l'aéroport international de Punta Cana, en République dominicaine, près de 700 kg de cocaïne à bord d'un Falcon 50 prêt à décoller pour Saint-Tropez. Les deux pilotes et les deux passagers, tous Français, sont arrêtés et inculpés par la justice dominicaine. Ils sont condamnés en première instance à 20 ans de prison. Les condamnés restent en liberté sans possibilité de quitter le territoire de la République dominicaine jusqu'à décision définitive.

#### Rôle dans l'évasion des pilotes
Après avoir voulu rester dans l'ombre, les révélations de Christophe Naudin forcent Aymeric Chauprade à détailler le rôle qu'il a tenu dans l'évasion des deux pilotes. Il donne une interview à Paris Match. Il déclare alors au journal, qu'après l'annonce de la condamnation des deux pilotes en août 2015 : « J'ai évoqué l’idée de les exfiltrer lors d’une discussion avec des personnes du comité de soutien. Ils en ont parlé à Christophe Naudin, lequel est venu me voir. Il m’a dit que l’idée lui était venue à l’esprit à lui aussi. « On va réfléchir à la manière de le faire », m’a-t-il dit ». Il prétend notamment avoir été le chef de l'équipe chargé de l'exfiltration. Il est donc sur place, pour coordonner lui-même l'évasion des deux Français dans une opération qui sera qualifiée plus tard comme ayant été « réglée comme une opération militaire ». Ainsi l'opération « Dîner en ville » est montée et financée par Aymeric Chauprade, ses amis et les familles des accusés, par « enthousiasme […] à vouloir aider des compatriotes en danger »,.

#### Retentissement
L'affaire a un retentissement limité dans les médias français, mais aurait tout de même eu pour conséquence le lancement d'un mandat d'arrêt international contre Aymeric Chauprade et Christophe Naudin. Ce dernier sera d'ailleurs remis aux autorités dominicaines par l'Égypte le 5 février 2016 alors qu'il y séjournait. En mars 2016, Aymeric Chauprade accorde un entretien téléphonique à Europe 1 quant au procès qui s'ouvre contre Christophe Naudin, en dénonçant le climat de vengeance. Il répète à cette occasion que cette opération avait été menée « non contre le peuple dominicain, mais par solidarité vis-à-vis des compatriotes qui étaient menacés ».
Fin juin 2018, Aymeric Chauprade se voit confirmer qu'il ne fait plus l'objet d'enquête de la part d'Interpol à la suite de l'exfiltration des deux pilotes.

## Prix
- Prix Renaissance des lettres 2005 pour Géopolitique[103].

## Ouvrages
- L'Espace économique francophone : Pour une francophonie intégrale, Paris, Éditions Ellipses, 1996, 157 p., 19 cm (ISBN 978-2-7298-4697-8, BNF 36695703, présentation en ligne).
- Histoires d'Égypte, Paris, Éditions Sortilèges, 1996, 349 p., 23 cm (ISBN 978-2-251-49117-2, BNF 35860592) — textes réunis par Aymeric Chauprade.
- Beyrouth éternelle : L'Esprit préservé (préf. Salah Stétié, photographies de Thomas Renaut), Paris, ASA Éditions, coll. « Villes éternelles », 1998, 93 p., 24 cm (ISBN 978-2-911589-18-8, BNF 37070282, présentation en ligne) — traduit en arabe et en anglais.
- Introduction à l'analyse géopolitique (cartographie de Clémence Tosseri), Paris, Éditions Ellipses, 1999, 320 p., 24 cm (ISBN 978-2-7298-5959-6, BNF 37055632, présentation en ligne).
- Géopolitique : Constantes et changements dans l'histoire, Paris, Éditions Ellipses, 2007 (1re éd. 2002), 1050 p., 25 cm (ISBN 978-2-7298-3172-1, BNF 41010831, présentation en ligne) — 3e édition revue et augmentée.
- Avec François Thual, Dictionnaire de géopolitique : États, Concepts, Auteurs, Paris, Éditions Ellipses, 1999 (1re éd. 1998), 633 p., 20 cm (ISBN 978-2-7298-9984-4, BNF 37049393, présentation en ligne)2e édition revue et augmentée
- Dir. avec Philippe Evanno et Jacques Frémeaux, Menaces en Afrique du Nord et au Sahel et sécurité globale de l'Europe : actes du colloque tenu à la Maison de la recherche, Université Paris-Sorbonne, le 28 février 2013, Paris, Éditions Ellipses, avril 2013, 188 p., 24 cm (ISBN 978-2-7298-8232-7, BNF 43594861, présentation en ligne).
- Préface à Julien Rochedy, L'Union européenne contre l'Europe, Paris, Éditions Perspectives libres, 2014, 85 pages,  (ISBN 979-1090742253).
- Chronique du choc des civilisations : Du 11 septembre 2001 à la guerre contre l'État islamique, analyses géopolitiques et cartes pour comprendre le monde d'aujourd'hui, Paris, Éditions Chronique, 2015 (1re éd. 2008), 290 p., 30 cm (ISBN 978-2-36602-551-4, BNF 43697930, présentation en ligne) — 4e édition actualisée et augmentée.
- Géopolitique d’un roi : essai sur un Maroc moderne et multipolaire, Paris, Éditions Ellipses, 2019.